# Élie Brousse
Pour les articles homonymes, voir Brousse.

a Compétitions nationales et continentales officielles uniquement.

b Matchs officiels uniquement.
Élie Brousse, surnommé le « Tigre de Sydney », né le 28 août 1921 à Bages (Pyrénées-Orientales) et mort le 2 juillet 2019 à Mably (Loire), est un joueur de rugby à XV et de rugby à XIII international français évoluant au poste de deuxième ligne devenant une référence à ce poste dans la littérature treiziste,.
Natif de Bages, près de Perpignan, il s'adonne au rugby à XV au club local de l'U.S. Bages puis durant la guerre il évolue à l'U.S.A. Perpignan et le R.C. Catalan. À la sortie de la guerre, il s'engage au R.C. Roanne et pratique désormais le rugby à XIII. Sa carrière en club l'emmène ensuite à jouer pour le R.C. Marseille, U.S. Lyon-Villeurbanne et le Celtic de Paris, accumulant de nombreux titres de Championnat de France (1947, 1949 et 1951) et de Coupe de France (1948, 1949, 1953 et 1954).
Titulaire inamovible de l'équipe de France d'après-guerre au poste de deuxième ligne, il compte trente sélections et remporte la Coupe d'Europe des nations à trois reprises en 1949, 1951 et 1952. Il est également l'un des grands acteurs de la tournée de l'équipe de France de rugby à XIII en 1951 en Australie et Nouvelle-Zélande.
En hommage à sa carrière et de son impact dans le rugby à XIII, il est nommé « Gloire du sport français » en 2018 au même titre que Puig-Aubert et Georges Aillères.

## Biographie

### Enfance, jeunesse et débuts en rugby à Bages et Perpignan
Élie Pierre Laurent Brousse naît le 28 août 1921 à Bages (Pyrénées-Orientales). Son père, Hyacinthe Jean Brousse (né à Saint-Jean-Pla-de-Corts le 1er mai 1890), est cultivateur, et sa mère, Laurence Cristine Marguerite Thérone (née à Bages le 1er octobre 1893), sans profession. Il a un frère, Albert Jean Vincent Brousse (1919-2013), futur joueur de rugby à XIII du côté de Bordeaux XIII. É. Brousse épouse Lucienne Aline Reboud le 27 avril 1957 à Roanne. É. Brousse s'adonne dans sa jeunesse au rugby à XV à l'U.S. Bages puis au rugby à XIII au XIII Catalan avant la Seconde Guerre mondiale.

### Pratique du rugby à XV durant la guerre
Inscrit au XIII Catalan avant guerre, ce club devient en 1941 le R.C. Catalan à la suite de l'Interdiction du rugby à XIII en France par le régime de Vichy et joue alors au rugby à XV. Avec celui-ci, É. Brousse dispute une demi-finale de la sud sud du Championnat de France 1943 perdue 13-12 face à l'A.S. Montferrand et une élimination en phase de poule de sud du Championnat de France 1944 pour une qualification en demi-finale seulement devancé par l'A.S. Montferrand. En Coupe de France, le club catalan atteint les quarts-de-finale de l'édition 1943 battu par le futur vainqueur, le S.U Agen de Maurice Brunetaud, 15-3 et les huitièmes de finale de l'édition 1944 battue par le futur vainqueur, le Toulouse olympique de Robert Barran et Jean-Marie Vignal, 8-0.
Lors de la saison 1944-1945, il change de club et joue une année pour l'USA Perpignan jouant le quart-de-finale du Championnat de France perdue fac à l'U.S. Fumel et la demi-finale de la Coupe de France 1945 perdue face au S.U Agen.

### 1945-1947: Des débuts au R.C. Roanne avec un titre de Championnat et premières capes d'international

#### 1945-1946: intégration dans la grande équipe du R.C. Roanne
À la fin de la Seconde Guerre mondiale, le rugby à XIII ressuscite après avoir été interdit par le régime de Vichy soutenu par les instances de rugby à XV. Pour relancer ce code de rugby, ses dirigeants se lancent à recruter les meilleurs jeunes joueurs de rugby. Élie Brousse , ayant brillé sous le maillot du R.C. Catalan et de l'USA Perpignan, fait partie des joueurs qui franchissent le Rubicon : il s'engage avec le club du R.C. Roanne dans la Loire, relancé par l'homme d'affaires Claudius Devernois, et en parallèle travaille au sein de l'entreprise Devernois. Le R.C. Roanne est l'un des clubs les plus prestigieux d'avant-guerre, vainqueur du Championnat de France en 1939 avec notamment René Arotça, Jean Dauger et Max Rousié.
É. Brousse n'est pas la seule recrue prestigieuse de cette équipe qui se positionne rapidement comme l'un des grands acteurs du Championnat de France. L'équipe, entraînée par Jean Duhau, est composée notamment de Pierre Taillantou, Robert Joly, des Catalans Henri Riu, Joseph Crespo et Gaston Comes, de l'arrière Jean Barreteau et des anciens revenants présents avant la guerre Robert Dauger (frère de Jean Dauger), Vincent Martimpé-Gallart et Henri Gibert.
Composition de la France  :  :
Durant cette saison, É. Brousse réalise une première saison de qualité et prendre part aux demi-finales. L'équipe du R.C. Roanne atteint les demi-finales du Championnat de France et de la Coupe de France mais est vaincue à ce stade de la compétition respectivement par l'AS Carcassonne 15-3 et le XIII Catalan 8-7. En sélection française, la poste de deuxième ligne est l'un des postes les plus disputés, en témoigne la convocation de cinq joueurs pour décider des deux titulaires retenus pour la seconde rencontre de la Coupe d'Europe des nations : É. Brousse, Michel Lopez, Louis Mazon, Ambroise Ulma et Gabriel Berthomieu. Lors de la première rencontre officielle de la sélection française en février 1946 face à l'Angleterre avait vu être aligné Berthomieu avec Pierre Etchart. Cette fois-ci, pour le 24 mars 1946 face au pays de Galles, É. Brousse fait ses grands débuts en équipe de France avec l'Albigeois Berthomieu. Trois autres Roannais sont également alignés au cours de cette rencontre : Henri Gibert, Gaston Comes et Robert Joly.
Devant près de 23 500 spectateurs massés au Parc des Sports de Bordeaux, la France s'impose 19-7. É. Brousse est cité comme l'un des meilleurs éléments sur la pelouse et permit de mettre en valeur les avants aux côtés d'A. Ulma.

#### 1946-1947: premier titre de Championnat de France et titulaire indiscutable en équipe de France
Lors de la saison 1946-1947, l'équipe roannaise est renforcée par l'arrivée de René Duffort. L'entraîneur Jean Duhau, appelé à construire le R.C. Marseille de Paul Ricard, est remplacé par l'ancien joueur international Robert Samatan, la confiance est laissée à É. Brousse au poste de deuxième ligne.
Composition du R.C. Roanne :
Vainqueur de la saison régulière du Championnat, le R.C. Roanne se qualifie pour la finale et peut observer ses adversaires disputer les barrages. L'A.S. Carcassonne de Puig-Aubert, second de la phase régulière, sort vainqueur de ceux-ci en éliminant le F.C. Lézignan puis l'Entente Bordeaux-Bayonne et, en tant que champion sortant, s'annonce favori pour un nouveau titre contre le R.C. Roanne malgré le fait d'être passé par les barrages. La finale, disputée au stade municipal de Lyon, oppose les deux meilleures équipes de la saison comptant bon nombre d'internationaux français dans leurs rangs. Le R.C. Roanne réalise la rencontre parfaite face à une équipe carcassonnaise inefficace et en panne d'inspiration une semaine après son titre en Coupe de France. Dans une rencontre achevée 19-0 avec treize points inscrits par Gaston Comes désigné homme du match, É. Brousse joue la rencontre de façon spasmodique mais remporte bien son premier titre de Champion de France.
Au côté de sa saison en club, Élie Brousse réalise une grande saison sous le maillot de l'équipe de France. Il est l'un des cinq joueurs à prendre part aux quatre rencontres de la sélection pour le compte de la Coupe d'Europe avec Puig-Aubert, Gabriel Berthomieu, Gaston Comes et Ambroise Ulma. En novembre 1946, il est convoqué en match de présélection dans la peau d'un titulaire. Lors de cette rencontre, il y est cité comme le plus puissant joueur sur le terrain. Il est ainsi aligné face à l'Angleterre que la France est tout près de battre, défaite 3-0 au parc Lescure de Bordeaux. Sa performance amène la presse à le considérer comme un égal d'un joueur du XV de France et aurait, selon l'Equipe, sa place à part entière dans le XV titulaire de l'équipe de France tout comme Puig-Aubert et le talonneur Martin Martin. Reconduit avec Berthomieu pour la seconde rencontre de la Coupe d'Europe face au pays de Galles en janvier 1947, E. Brousse réalise une rencontre où il démontre sa supériorité. La France bat Galles 14-5 et Brousse est vu comme le meilleur avant de l'équipe de France. En avril 1947, battus au match précédent face à la France, les Gallois retournent la situation dans ce match retour sur ses terres et s'imposant 17-15. E. Brousse ne démérite pas, marquant d'ailleurs son premier essai sous le maillot tricolore, mais s'avoue vaincu aux côtés de ses partenaires. Pour son dernier match, la France affronte l'Angleterre à Leeds et tient la possibilité en cas de victoire de remporter la compétition. É. Brousse prend part à cette rencontre décisif qui finalement échoie à l'Angleterre sur un score serré de 5-2. Il est vu pour cette dernière comme l'un des meilleurs du camp français.

### 1947-1949: Deux années au R.C. Marseille au sommet du rugby à XIII français

#### 1947-1948: Premier titre marseillais avec la Coupe de France
Composition du R.C. Marseille  :
Durant l'intersaison 1947-1948, Élie Brousse est l'objet de nombreuses tractations et un départ du R.C. Roanne est annoncé. L'affaire est entendue à la rentrée de septembre 1947 puisqu'il prend la direction du R.C. Marseille entraîné par Jean Duhau qui par sa politique de recruter de grands joueurs s'affichent comme l'un des favoris au titre, puisque outre Brousse, les pensionnaires de l'Entente-Bordeaux-Bayonne Paul Césard et Jean Fachan, ainsi que le Catalan André Rouzaud renforcent cette équipe marseillaise.

#### 1948-1949: Doublé Coupe-Championnat de France et vainqueur de la Coupe d'Europe
Composition des Catalans :
La fin d'année 1948 et le début d'année 1949 sont marqués par la tournée de l'équipe d'Australie de passage en France. Elle affronte au préalable le 29 décembre 1948 la sélection des Catalans de France à Perpignan avec pour capitaine Paul Dejean et à laquelle Élie Brousse  est convié. Les Catalans surprennent les Australiens et s'imposent 20-5 devant près de 12 000 spectateurs.
Composition du R.C. Marseille  :

### 1949-1951: Brousse reste au sommet avec l'U.S. Lyon-Villeurbanne
Composition de l'équipe de France :
Composition de Lyon-Villeurbanne :

### 1951: tournée triomphale de l'équipe de France en Australie où Élie Brousse gagne son surnom de «Tigre de Sydney»
Groupe de la tournée de l'équipe de France :
L'équipe de France prévoit cette année un périple de quatre mois en Australie et Nouvelle-Zélande dans le cadre d'une tournée. En mars 1951, fort de sa saison et de son statut de deuxième inamovible en sélection, Élie Brousse fait partie des vingt-sept joueurs sélectionnés.
Au départ de Marseille, les joueurs de l'équipe de France sont encadrés par le directeur de la tournée Antoine Blain accompagné des entraîneurs Jean Duhau et Robert Samatan, et prennent le départ via un avion quadrimoteur spécialement aménagé pour leur transport qui les emporte en direction de Sydney via des escales à Rome, le Caire, Karachi, Calcutta, Singapour, Jakarta et Darwin.
Une fois arrivée en Australie, l'équipe de France dispute de nombreux matchs amicaux contre des équipes et sélections locales avant d'affronter l'Australie dont la première rencontre est programmée le 11 juin 1951 à Sydney. Pour ce premier test-match devant une foule de plus de 70 000 spectateurs à Sydney, la France fait sensation et s'impose 26-15 avec quatorze points de Puig-Aubert. Les avants emmenés par É. Brousse prennent le dessus sur les avants Australiens et contribuent à cette prestigieuse victoire. Lors du second test programmé le 30 juin contre ce même adversaire, É. Brousse est présent sur le terrain. À Brisbane, l'équipe d'Australie prend sa revanche 23-11 alors qu'elle était menée 12-6 à la mi-temps.
Composition de l'équipe de France :
La belle se dispute à Sydney devant une affluence de 67 000 spectateurs. De cette rencontre, la France réalise un tour de force de s'imposer 35-14, il s'agit alors de la plus large défaite infligée à l'Australie qui plus est sur ses terres, elle n'avait par ailleurs jamais encaissé plus de 27 points (41 ans plus tôt par l'équipe d'Angleterre). É. Brousse y inscrit un essai spectaculaire sur une percée de 50 mètres dans le camp australien, et y gagne son surnom du « Tigre de Sydney » qui sera repris pour la suite de sa carrière. Cette rencontre a un grand retentissement dans le monde du rugby à XIII ainsi qu'en Australie, nation qui ne pensait pas que son équipe puisse être autant dominée chez elle. É. Brousse et ses coéquipiers sont alors salués par toute la presse. Il dispute l'ultime test contre la Nouvelle-Zélande mais est battu 16-15. La France sort toutefois grand vainqueur de cette tournée en comptant 21 victoires, 2 matchs nuls et 4 défaites seulement.
Le retour de l'équipe de France mi-septembre se déroule à Marseille où une foule considérable est venue acclamer les joueurs à la suite de cette tournée triomphale. Sous les yeux de milliers de spectateurs, J. Crespo et ses coéquipiers effectuent une tournée en voiture de la mairie à la Préfecture des Bouches-du-Rhône en empruntant la Canebière, l'allée Léon-Gambetta, chaque joueur dans une voiture décapotable. Ils sont reçus en mairie par le Ministre de l'Éducation nationale entre autres.

### 1951-1952: Tentative avortée d'un grand club parisien au Celtic de paris
Composition de l'équipe de France :

### 1952-1954: Retour à l'U.S. Lyon-Villeurbanne pour une fin de carrière à succès
Composition de Lyon-Villeurbanne :

### Après carrière
Après la guerre, il revient au rugby à XIII et y devient l'un des meilleurs joueurs français sous les couleurs de Roanne, Marseille ou de Lyon où il y remporte plusieurs Championnats et Coupes de France (6 titres en tout) et participe à huit finales entre 1947 et 1954. Il fait également une expérience d'une année au Celtic de Paris de Maurice Tardy en 1953.
Dans le civil, il travaille pour les Usines Devernois à Roanne.
Ses performances en club l'amènent en équipe de France où il y est titulaire pendant plusieurs années au poste de deuxième ligne. Il marque profondément l'histoire de ce sport par l'intermédiaire de la tournée victorieuse de l'équipe de France en Australie en 1951 sous la houlette de Robert Samatan où il y est l'un des joueurs marquants notamment lors du troisième test contre l'Australie avec un essai inscrit à l'issue de laquelle la presse australienne le surnomme le « Tigre de Sydney ». À l'instar de Puig-Aubert et d'Édouard Ponsinet (avec lequel il faisait d'ailleurs tandem en équipe de France) les Australiens lui firent une importante proposition pour qu'il joue dans un club de Sydney mais à l'instar de ses deux équipiers dont les familles étaient restées France, il refusa en raison de l'éloignement géographique.
Pour lui, le rugby est la chose la moins compliquée qui soit : « Toujours en chasse derrière ses trois-quarts » , il les épaule « sans relâche tant en attaque qu'en défense ».
En 2011, il donne une interview à Hervé Girette, au cours de laquelle il revient sur sa carrière mais donne aussi son avis teinté de déception sur le rugby à XIII français actuel et ses faiblesses. C'est cette interview qui servira de départ et d'inspiration pour le livre Le Rugby à XIII, une légende vivante, publié en 2022.

## Palmarès

### Rugby à XV

#### Détails en club
| Saison  | Saison           | Championnat           | Championnat         | Coupe           | Coupe               |
| Saison  | Saison           | Comp.                 | Class.              | Comp.           | Class.              |
| ------- | ---------------- | --------------------- | ------------------- | --------------- | ------------------- |
| 1942-43 | RC Catalan       | Championnat de France | 1/2 finale zone sud | Coupe de France | 1/4 finale zone sud |
| 1943-44 | RC Catalan       | Championnat de France | Poule de six        | Coupe de France | 1/8 finale          |
| 1944-45 | U.S.A. Perpignan | Championnat de France | 1/4 finale          | Coupe de France | 1/2 finale          |

### Rugby à XIII
- Collectif :
  - Vainqueur de la Coupe d'Europe des nations  : 1949, 1951 et 1952 (France)
  - Vainqueur du Championnat de France : 1947[38] (Roanne), 1949[38] (Marseille) et 1951[38] (Lyon).
  - Vainqueur de la Coupe de France : 1948, 1949 (Marseille), 1953 et 1954 (Lyon).
  - Finaliste du Championnat de France : 1953 (Lyon).
  - Finaliste de la Coupe de France : 1950 et 1951 (Lyon).

#### Coupe d'Europe des nations
| Édition | Rang | Résultats France | Résultats Brousse | Matchs Brousse |
| ------- | ---- | ---------------- | ----------------- | -------------- |
| 1946    | 2    | 1 v 0 n 1 d      | 1 v 0 n 0 d       | 1/2            |
| 1947    | 3    | 1 v 0 n 3 d      | 1 v 0 n 3 d       | 4/4            |
| 1948    | 2    | 2 v 0 n 2 d      | 2 v 0 n 2 d       | 4/4            |
| 1949    | 1er  | 3 v 0 n 1 d      | 2 v 0 n 1 d       | 3/4            |
| 1950    | 4    | 1 v 0 n 2 d      | 1 v 0 n 0 d       | 1/3            |
| 1951    | 1er  | 2 v 0 n 1 d      | 2 v 0 n 1 d       | 3/3            |
| 1952    | 1er  | 2 v 0 n 1 d      | 1 v 0 n 1 d       | 2/3            |
| 1953    | 3    | 1 v 0 n 2 d      | 0 v 0 n 1 d       | 1/3            |

#### Détails en sélection
Élie Brousse portera trente fois le maillot tricolore de 1946 à 1953.
Le tableau ci-dessous reprend le détail de ses trente sélections.
| 1.  | 24 mars 1946     | Pays de Galles      | 19-7  | Coupe d'Europe | Deuxième ligne  | 0 | 0 | 0 | 0 |
| 2.  | 8 décembre 1946  | Angleterre          | 0-3   | Coupe d'Europe | Deuxième ligne  | 0 | 0 | 0 | 0 |
| 3.  | 18 janvier 1947  | Pays de Galles      | 14-5  | Coupe d'Europe | Deuxième ligne  | 0 | 0 | 0 | 0 |
| 4.  | 12 avril 1947    | Pays de Galles      | 15-17 | Coupe d'Europe | Deuxième ligne  | 3 | 1 | 0 | 0 |
| 5.  | 17 mai 1947      | Angleterre          | 2-5   | Coupe d'Europe | Deuxième ligne  | 0 | 0 | 0 | 0 |
| 6.  | 25 octobre 1947  | Angleterre          | 15-20 | Coupe d'Europe | Deuxième ligne  | 0 | 0 | 0 | 0 |
| 7.  | 23 novembre 1947 | Pays de Galles      | 29-21 | Coupe d'Europe | Deuxième ligne  | 3 | 1 | 0 | 0 |
| 8.  | 28 décembre 1947 | Nlle-Zélande        | 7-11  | Test-match     | Deuxième ligne  | 0 | 0 | 0 | 0 |
| 9.  | 20 mars 1948     | Pays de Galles      | 20-12 | Coupe d'Europe | Deuxième ligne  | 0 | 0 | 0 | 0 |
| 10. | 11 avril 1948    | Angleterre          | 10-25 | Coupe d'Europe | Deuxième ligne  | 3 | 1 | 0 | 0 |
| 11. | 23 octobre 1948  | Pays de Galles      | 12-9  | Coupe d'Europe | Deuxième ligne  | 0 | 0 | 0 | 0 |
| 12. | 28 novembre 1948 | Angleterre          | 12-5  | Coupe d'Europe | Deuxième ligne  | 0 | 0 | 0 | 0 |
| 13. | 9 janvier 1949   | Australie           | 10-29 | Test-match     | Deuxième ligne  | 0 | 0 | 0 | 0 |
| 14. | 12 mars 1949     | Angleterre          | 12-5  | Coupe d'Europe | Deuxième ligne  | 0 | 0 | 0 | 0 |
| .   | 26 mai 1949      | Empire britannique  | 23-10 | Amical         | Deuxième ligne  | 3 | 1 | 0 | 0 |
| 15. | 15 janvier 1950  | Autres Nationalités | 8-3   | Coupe d'Europe | Deuxième ligne  | 0 | 0 | 0 | 0 |
| 16. | 11 novembre 1950 | Angleterre          | 9-14  | Coupe d'Europe | Deuxième ligne  | 0 | 0 | 0 | 0 |
| 17. | 10 décembre 1950 | Autres Nationalités | 16-3  | Coupe d'Europe | Deuxième ligne  | 0 | 0 | 0 | 0 |
| 18. | 15 avril 1951    | Pays de Galles      | 28-13 | Coupe d'Europe | Deuxième ligne  | 0 | 0 | 0 | 0 |
| 19. | 11 juin 1951     | Australie           | 26-15 | Tournée 1951   | Deuxième ligne  | 0 | 0 | 0 | 0 |
| 20. | 30 juin 1951     | Australie           | 11-23 | Tournée 1951   | Deuxième ligne  | 0 | 0 | 0 | 0 |
| 21. | 21 juillet 1951  | Australie           | 35-14 | Tournée 1951   | Deuxième ligne  | 3 | 1 | 0 | 0 |
| 22. | 4 août 1951      | Nlle-Zélande        | 15-16 | Tournée 1951   | Deuxième ligne  | 0 | 0 | 0 | 0 |
| 23. | 3 novembre 1951  | Autres Nationalités | 14-17 | Coupe d'Europe | Deuxième ligne  | 0 | 0 | 0 | 0 |
| 24. | 25 novembre 1951 | Angleterre          | 42-13 | Coupe d'Europe | Deuxième ligne  | 0 | 0 | 0 | 0 |
| 25. | 23 décembre 1951 | Nlle-Zélande        | 8-3   | Test-match     | Deuxième ligne  | 0 | 0 | 0 | 0 |
| 26. | 22 mai 1952      | Grande-Bretagne     | 22-12 | Test-match     | Deuxième ligne  | 3 | 1 | 0 | 0 |
| 27. | 25 octobre 1952  | Pays de Galles      | 16-22 | Coupe d'Europe | Deuxième ligne  | 0 | 0 | 0 | 0 |
| 28. | 27 décembre 1952 | Australie           | 12-16 | Test-match     | Deuxième ligne  | 3 | 1 | 0 | 0 |
| 29. | 11 janvier 1953  | Australie           | 5-0   | Test-match     | Troisième ligne | 0 | 0 | 0 | 0 |
| 30. | 25 janvier 1953  | Australie           | 13-5  | Test-match     | Deuxième ligne  | 0 | 0 | 0 | 0 |

#### Détails en club
| Saison    | Saison               | Championnat           | Championnat | Coupe           | Coupe      | Sélection | Sélection | Sélection | Sélection | Sélection | Sélection | Sélection |
| Saison    | Saison               | Comp.                 | Class.      | Comp.           | Class.     | Comp.     | M         | Pts       | Ess.      | Buts      | Dp.       |           |
| --------- | -------------------- | --------------------- | ----------- | --------------- | ---------- | --------- | --------- | --------- | --------- | --------- | --------- | --------- |
| 1945-1946 | RC Roanne            | Championnat de France | 1/2 finale  | Coupe de France | 1/2 finale | CE        | 1         | -         | -         | -         | -         |           |
| 1946-1947 | RC Roanne            | Championnat de France | Vainqueur   | Coupe de France | 1/4 finale | CE        | 4         | 3         | 1         | -         | -         |           |
| 1947-1948 | RC Marseille         | Championnat de France | 1/2 finale  | Coupe de France | Vainqueur  | CE        | 5         | 6         | 2         | -         | -         |           |
| 1948-1949 | RC Marseille         | Championnat de France | Vainqueur   | Coupe de France | Vainqueur  | CE        | 4         | -         | -         | -         | -         |           |
| 1949-1950 | US Lyon-Villeurbanne | Championnat de France | 1/2 finale  | Coupe de France | Finaliste  | CE        | 1         | -         | -         | -         | -         |           |
| 1950-1951 | US Lyon-Villeurbanne | Championnat de France | Vainqueur   | Coupe de France | Finaliste  | CE/T      | 7         | 3         | 1         | -         | -         |           |
| 1951-1952 | Celtic de Paris      | Championnat de France | 10e         | Coupe de France | 1/8 finale | CE        | 4         | 3         | 1         | -         | -         |           |
| 1952-1953 | US Lyon-Villeurbanne | Championnat de France | Finaliste   | Coupe de France | Vainqueur  | CE        | 4         | 3         | 1         | -         | -         |           |
| 1953-1954 | US Lyon-Villeurbanne | Championnat de France | 1/2 finale  | Coupe de France | Vainqueur  |           |           |           |           |           |           |           |

## Distinction
En 2018, Élie Brousse a été choisi par le « jury des Gloires du Sport Français » pour faire partie de la promotion 2018. Seul Aubert-Henry-Jean Puig, Puig-Aubert, autre joueur de rugby à XIII, avait reçu un tel honneur.
La renommée du joueur dépassant le seul cadre national français, cette distinction est également mentionnée dans la presse treiziste britannique la même année : le magazine Rugby Leaguer&League Express souligne ainsi qu'Elie Brousse était « un grand deuxième-ligne international de l'après guerre » et revient sur son parcours à cette occasion.